# Epectinaspis
Epectinaspis (лат.) — род жуков трибы Anomalini семейства пластинчатоусые (Scarabaeidae). 9 видов. Неотропика: от южной Мексики до северной Венесуэлы. Встречаются на высотах от 10 до 2500 м. Промежуток между мезостернальными тазиками менее чем в одну четверть от ширины основания средних бёдер. Вид Epectinaspis mexicana обнаружен питающимся на эксудатах цветков Hibiscus rosa-sinensis Linnaeus (Malvaceae). Филогенетический анализ показал близость к роду Strigoderma.
- Epectinaspis ambigens Bates, 1888
- Epectinaspis bisyrica Paucar-Cabrera, 2003
- Epectinaspis chalconota Bates, 1888
- Epectinaspis chelifera  Bates, 1888
- Epectinaspis guatemalensis  Ohaus, 1897
- Epectinaspis mexicana (Burmeister, 1844)
- Epectinaspis moreletiana  (Blanchard, 1851)
- Epectinaspis opacicollis Bates, 1888
- Epectinaspis pictipennis Bates, 1888